# Aloinopsis rosulata
Aloinopsis rosulata är en isörtsväxtart som först beskrevs av Kensit, och fick sitt nu gällande namn av Schwant. Aloinopsis rosulata ingår i släktet Aloinopsis och familjen isörtsväxter. Inga underarter finns listade i Catalogue of Life.